# Via Margutta

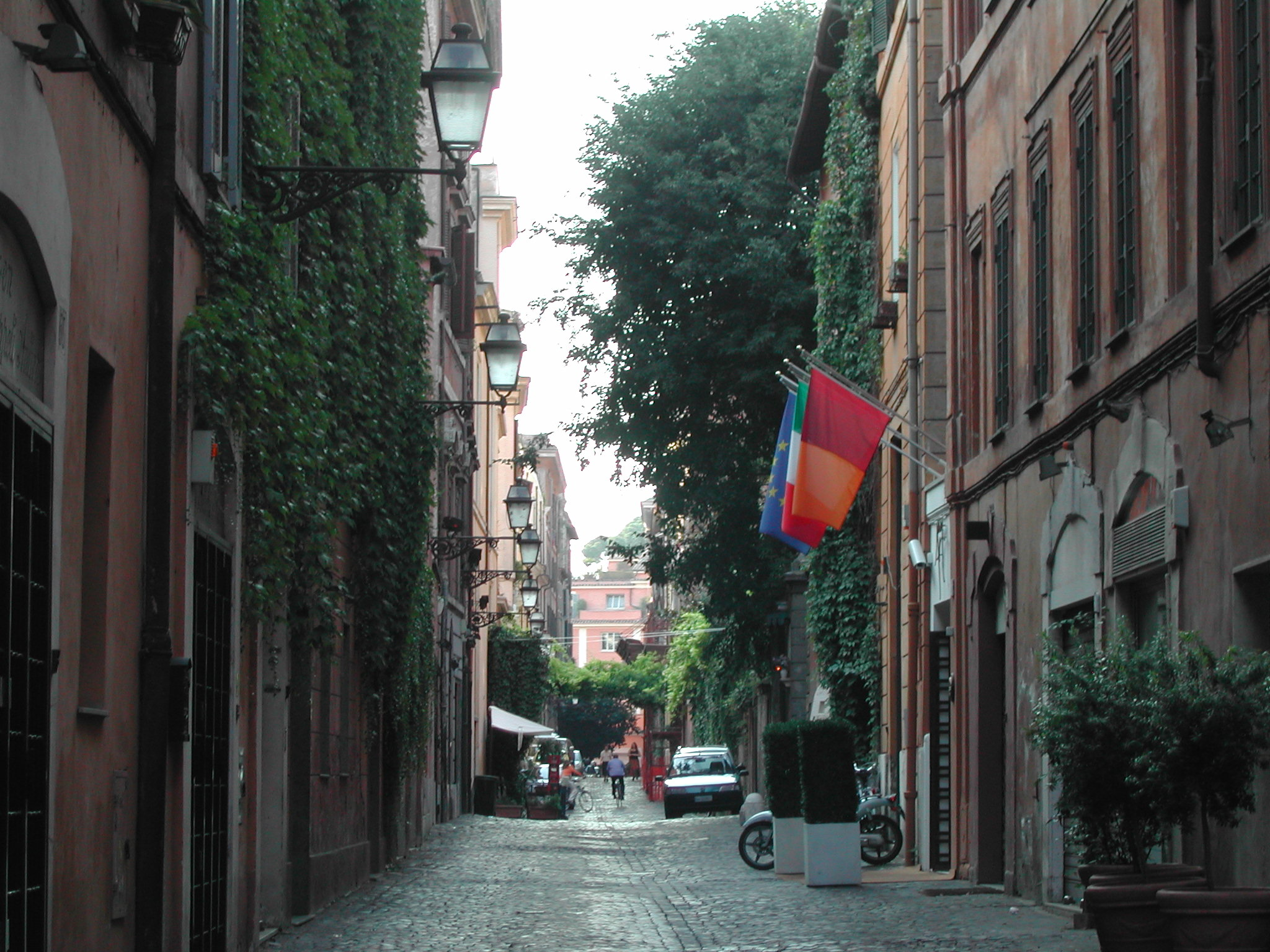
La Via Margutta.

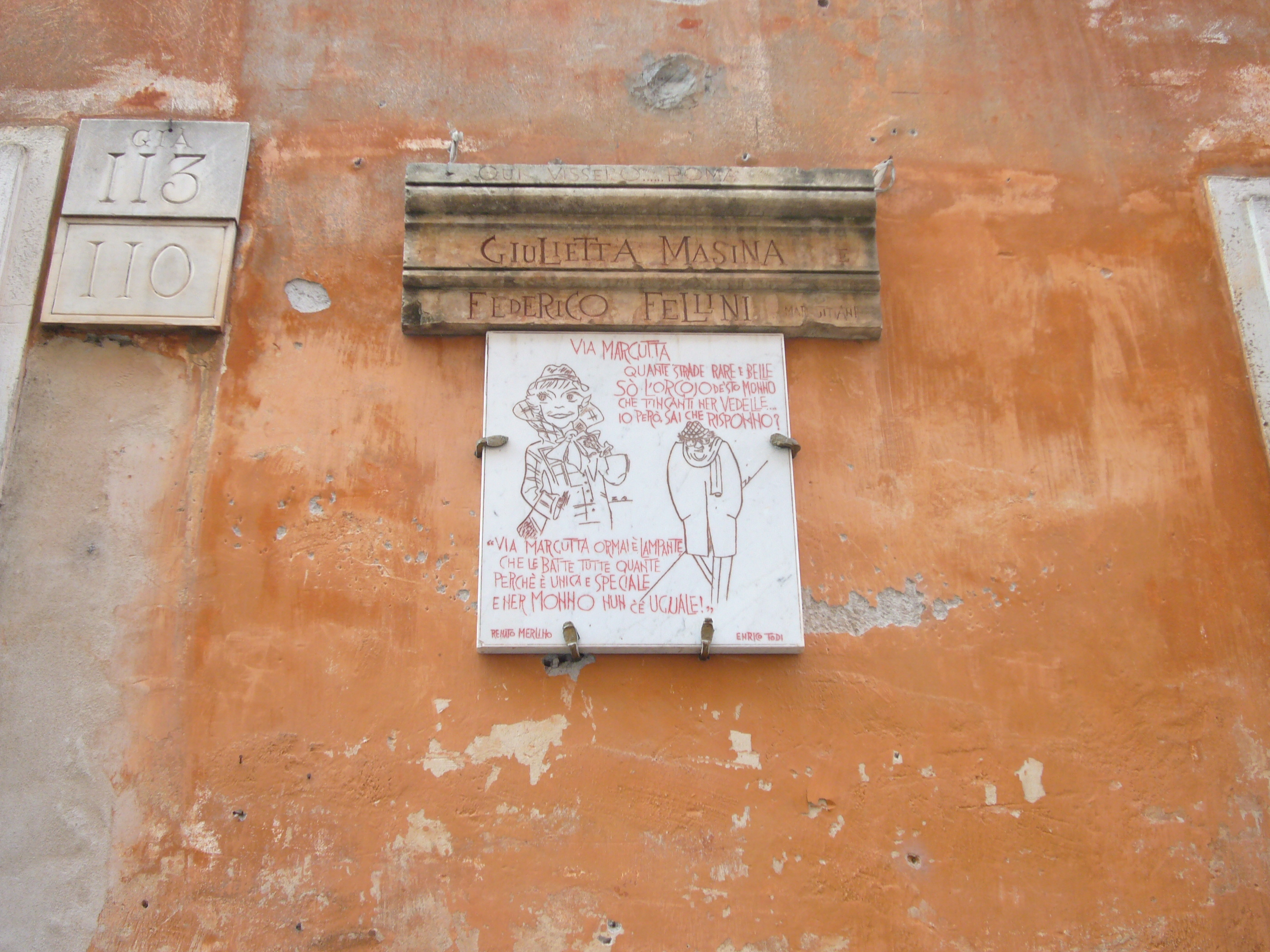
Placa en recuerdo de Federico Fellini y Giulietta Masina.

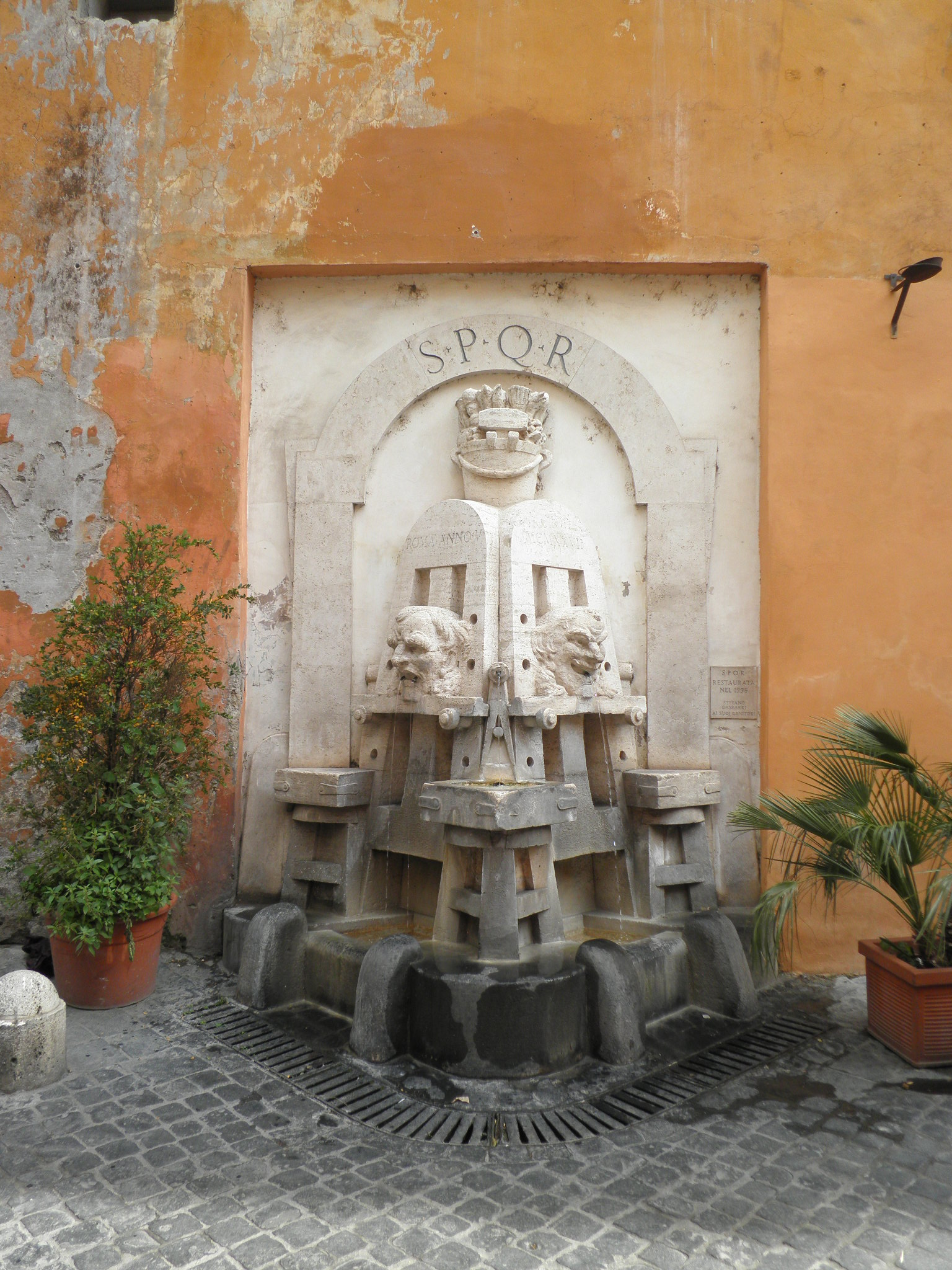
La fontana delle arti.

La Via Margutta es una pequeña calle del centro de Roma, en el rione Campo de Marte, zona conocida como el barrio de los extranjeros, en las laderas del monte Pincio, lugar de galerías de arte y restaurantes de moda, que antiguamente albergaba tiendas artesanas y establos.
En los años cincuenta, tras la película Vacaciones en Roma, se convierte en una calle exclusiva, residencia de personajes famosos, entre ellos Federico Fellini, Giulietta Masina, Anna Magnani, y Giorgio de Chirico.
Es paralela a la Via del Babuino, la calle que va de la Piazza del Popolo a la Piazza di Spagna.

## Etimología e historia
La etimología es incierta, quizá proviene de "Marisgutta", es decir, "gota de mar”, eufemismo de un arroyo que descendía de la Villa dei Pincii, usado como cloaca natural. La Via Margutta era originalmente un callejón en la parte trasera de los palacios de la Via del Babuino, donde se encontraban almacenes y establos. En las laderas de la colina del Pincio había casas de mozos de cuadra, albañiles, canteros, cocheros y en el callejón había mucho espacio para la actividad de los trabajadores.
En la Edad Media un artista desconocido fundó la primera tienda donde se hacían retratos, fuentes y rejas, dando inicio a una floreciente industria que atrajo la inmigración de artistas (en su mayor parte extranjeros, flamencos, alemanes, pero también italianos no romanos) que lentamente construyeron casas, tiendas y jardines que sustituyeron los cuarteles, establos y huertas.
Hasta 1600 la Via Margutta se llamaba Via dei Nari por una familia que tenía en esta zona casas y terrenos. En los años del papa Pío IX, Monseñor de Merode intuyó el cambio: compró los territorios de las laderas, instaló el alcantarillado y transformó el callejón en una calle en el plano regulador.
Según algunas fuentes el nombre actual deriva del sobrenombre "Margutte" de un barbero, de nombre Giovanni, que tenía su barbería en esta calle. Por este sobrenombre, vagamente peyorativo, parece que Giovanni era corpulento, de notable fealdad y también de limitada inteligencia, características que, sin embargo, no impidieron que su nombre pasara a la posteridad. Según otros, el apellido de Giovanni era Margut: en efecto, en el siglo XV había registrado en Roma una familia con este nombre.

## Muestra anual de los"100 Pittori a Via Margutta"
"Cento Pittori a Via Margutta", es una cita para los amantes de la pintura de la ciudad. La muestra está patrocinada por el municipio, la provincia de Roma y la región del Lacio, y desde hace muchos años convierte la Via Margutta en una galería de arte al aire libre, exponiendo más de mil obras cuidadosamente seleccionadas, entre óleos, dibujos, y acuarelas, también de artistas poco conocidos, provenientes de muchos países, con varias tipologías expresivas como figuración, arte abstracto, retrato, paisajismo, simbolismo, surrealismo, etc. El acceso es gratuito y está abierto a todos (es una exposición en la calle).

## Monumentos
Recorriendo la calle de norte a sur se encuentran los siguientes monumentos de interés histórico:
- Palazzo Patrizi Nari (siglo XIX)
- Fontana delle Arti (1927) En la Via Margutta está situada la Fontana delle Arti (Fuente de las Artes), de mármol, con base triangular, coronada por un cubo de pinceles (en relación con la presencia de los artistas en esta calle desde el siglo XVII). Realizada en 1927 según el proyecto del arquitecto Pietro Lombardi, que diseñó otras fuentes sobre los escudos de los rioni o las actividades de zonas de Roma. Los dos mascarones centrales, uno triste y otro contento simbolizan el alterno estado de ánimo de los artistas, se apoyan en ménsulas situadas sobre caballetes de pintor, y de ellos brota un débil chorro de agua que cae en dos pequeñas cubas.

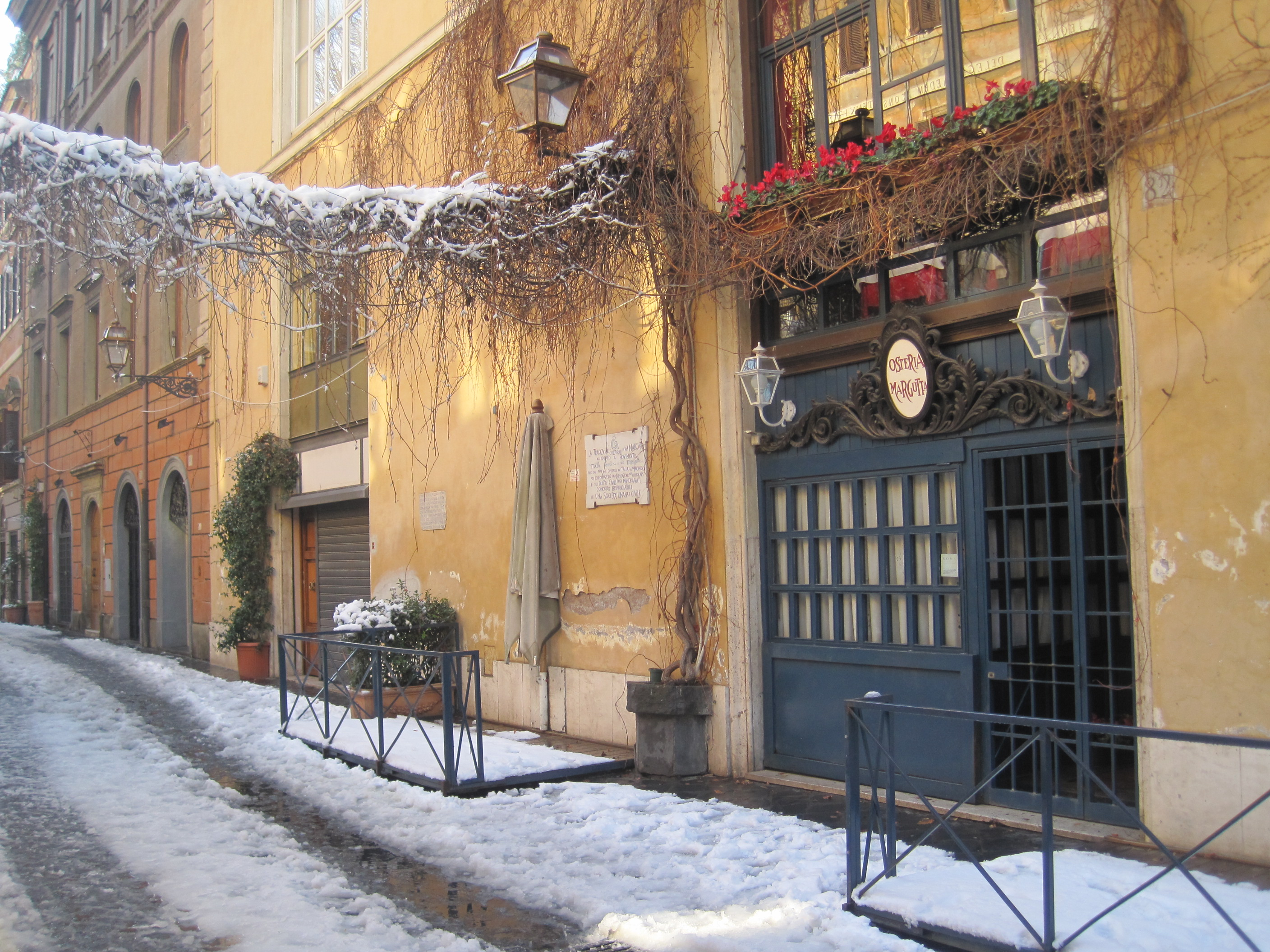
Via Margutta tras la nevada del 4 de febrero de 2012.

- Collegio Torlonia (siglo XIX)

## Libros, canciones y películas sobre Via Margutta
- Le modelle di via Margutta , película de Giuseppe Maria Scotese (1946)
- Vacaciones en Roma , película de William Wyler (1953), con Audrey Hepburn y Gregory Peck
- Un americano a Roma , película de Steno (1954), en la que Alberto Sordi se aloja en la casa de una pintora americana.
- Via Margutta, película de Mario Camerini (1960).
- I miei primi quarant'anni, película con Carol Alt y Elliott Gould.
- Che belle le ragazze di Via Margutta. (I registi, i pittori e gli scrittori che fecero della Roma degli anni Cinquanta la capitale del mondo), 2004. Libro de Giampiero Mughini.
- Via Margutta canción de Luca Barbarossa presentada en el Festival di Sanremo 1986.
- Es citada en la canción Arrivederci Roma cantada por Lando Fiorini.
- Il segno del comando, 1971. Guion de Daniele D'Anza en el que Ugo Pagliai se encuentra con el fantasma de Lucía.
- Es citada en el libro Dolce vita escrito por Stephen Gundle